# Can Roda
Can Roda és un edifici a la vila de Sant Feliu de Pallerols (Garrotxa) catalogat a l'Inventari del Patrimoni Arquitectònic de Catalunya.

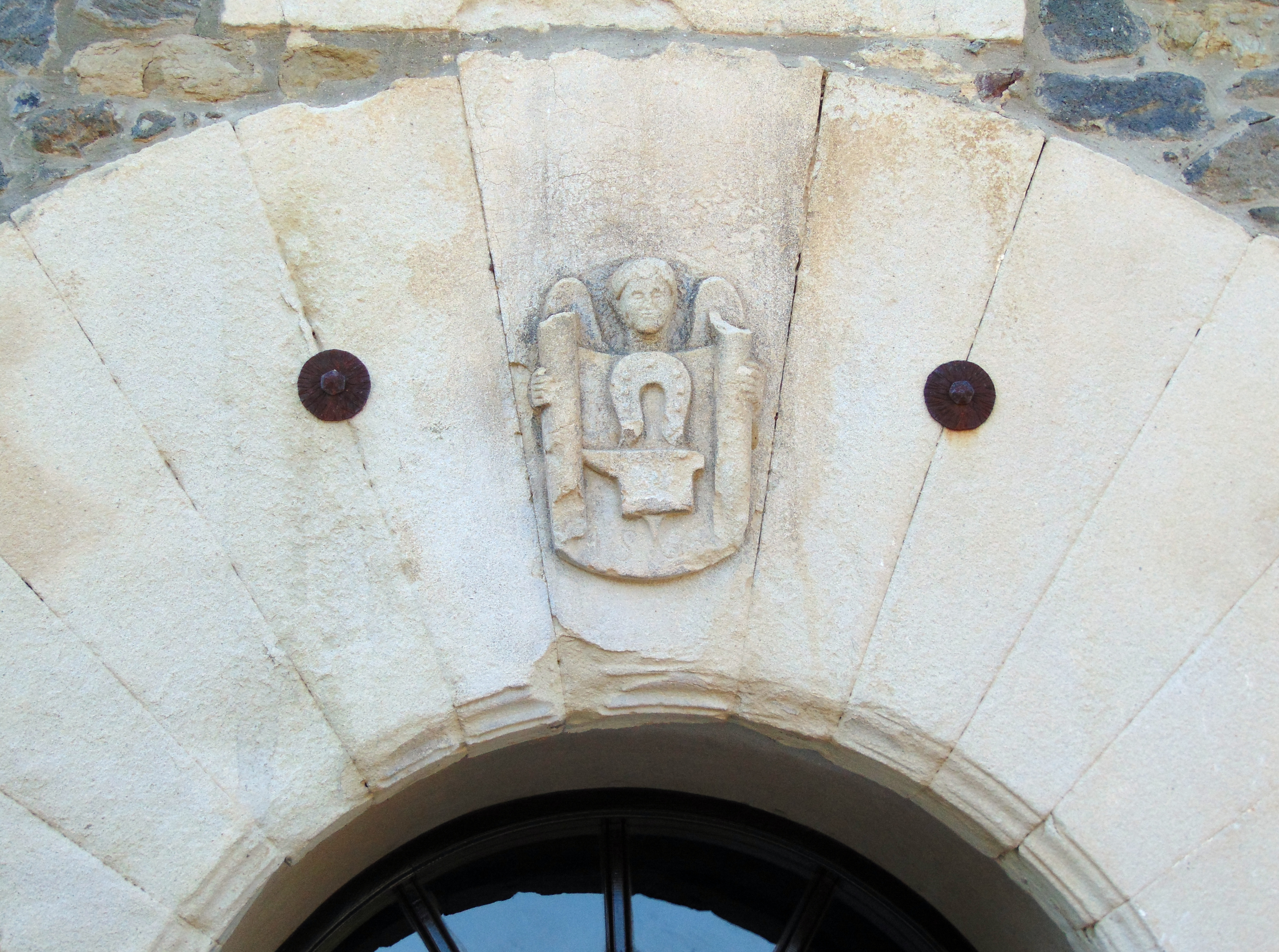
Detall de l'escut de la porta

 Tot i la seva manca de documentació, aquesta casa és un clar exponent del desenvolupament dels oficis en els segles XVII i xviii. La ubicació en un carrer amb altres cases que també albergaren diferents oficis fa pensar que Sant Feliu fou un nucli important a l'hora de reposar dels llargs trajectes del camí ral entre Olot i Girona.
Edifici situat amb teulada a dues vessants. A la façana principal hi ha un portal dovellat amb influències renaixentistes amb un escut a sobre, data del 1566. En aquest escut hi ha un àngel, una ferradura i una enclusa amb una columna a cada banda. A la finestra hi ha un motiu de pedra treballada amb les inicials JHS. A la dreta de la casa n'hi ha una datada del 1729 i a l'esquerra una altra de 1616.